# Đặng Chí
Đặng Chí (giản thể: 邓至; phồn thể: 鄧至; bính âm: Dèngzhì), cũng gọi là Đặng Chí Khương (鄧至羌) hay Bạch Thủy Khương (白水羌) là một chính quyền do người Khương thành lập và tồn tại vào những năm cuối của thời Ngũ Hồ thập lục quốc và thời Nam-Bắc triều trong lịch sử Trung Quốc. Lãnh thổ của Đặng Chí ở phía tây Cừu Trì và ở phía nam Đãng Xương, tương đương với bắc bộ tỉnh Tứ Xuyên ngày nay. Đô thành của Đặng Chí là thành Đặng Chí (nay ở phía tây của huyện Cửu Trại Câu, tỉnh Tứ Xuyên). Những người cai trị Đặng Chí mang họ "Tượng", sử sách chép rằng người cai trị đầu tiên là Tượng Thư Trị.
Chu thư có viết rằng Đặng Chí "có Tượng Thư Trị, truyền đời làm tù soái Bạch Thủy, tự xưng Vương", còn Ngụy thư có viết: "Tượng Thư Trị sai sứ đi cống nạp, được Cao Tổ (Bắc Ngụy Hiếu Văn Đế) phong làm Long Tương tướng quân, Đặng Chí Vương, sai triều cống không ngừng".
Riêng Lương thư thì thuật rằng người Đặng Chí có chiếc mũ được gọi là "đột hà", y phục tương đồng với Đãng Xương. Các sử tịch cũng ghi rằng phong tục tập quán của Đặng Chí tương đồng với Đãng Xương.
Chu thư chép rằng Đặng Chí truyền được 11 đời vua từ Tượng Tư Trị đến Tượng Diêm Hành, đến năm 554 dưới thời trị vì của Tây Ngụy Cung Đế Thác Bạt Khuếch, Tượng Diêm Hành để mất chính quyền, chạy trốn đến Tây Ngụy, thái sư Vũ Văn Thái của Tây Ngụy đã phái binh hộ tống Tượng Diêm Hành về nước phục vị. Sau đó các sử tịch ghi lại, không lâu sau, vào thời Bắc Chu, tại đất Đặng Chí đã thiết lập nên Đặng Châu. Nước Đặng Chí từ đó diệt vong.

## Vua Đặng Chí
| Danh tính                | Thời gian tại vị |
| ------------------------ | ---------------- |
| Tượng Thư Trị (像舒治)   | 430—?            |
| Tượng Thư Giả (像舒者)   |                  |
| Tượng Khuất Đam (像屈耽) |                  |
| ba đời vua không rõ      |                  |
| Tượng Thư Bành (像舒彭)  | 502—509          |
| Tượng Lãm Đề (像覽蹄)    | 509—?            |
| hai đời vua không rõ     |                  |
| Tượng Diêm Hành (像檐桁) | ?—554            |